# 深海似蜥魚科
深海似蜥魚科為輻鰭魚綱仙女魚目青眼魚亞目的一科，其下僅有一屬一種，即大深海似蜥魚，分布於西太平洋日本土佐灣及澳洲海域，屬深海魚類，體長可達29公分，棲息在中層水域，生活習性不明。

## 下属
- 深海似蜥魚屬 Bathysauroides Baldwin & Johnson, 1996
  - 大深海似蜥魚 Bathysauroides gigas (Kamohara, 1952)

同种异名 Bathysauropsis gigas Kamohara, 1952

## 擴展閱讀
維基物種上的相關：大西洋青眼魚